# Montreux (Suïssa)
Montreux és una ciutat i comuna suïssa, del cantó de Vaud, situada al districte de Vevey. La ciutat es troba localitzada a la riba superior del llac Léman. Limita al nord amb la comuna de Blonay, a l'est amb Haut-Intyamon (FR), al sud amb Veytaux, a l'oest amb el llac Léman i per consegüent amb les comunes de Noville i Villeneuve, així com amb La Tour-de-Peilz.
Pertanyen al territori comunal les localitats de: Baugy, Brent, Caux, Chailly-sur-Clarens, Chamby, Chaulin, Chêne, Chernex, Clarens, Collonge, Cornaux, Crin, Fontanivent, Glion, Jor, Le Châtelard, Les Avants, Les Planches, Mont-Fleuri, Pallens, Pertit, Planchamp, Sâles, Sonzier, Tavel, Territet, Vernex, Villard-sur-Chamby i Vuarennes.

## Museus
- Museu del Vieux-Montreux Arxivat 2007-07-03 a Wayback Machine.
- Nou Museu Ruzo Arxivat 2007-07-03 a Wayback Machine.
- Audiorama Museu nacional suís de l'audiovisual Arxivat 2007-06-17 a Wayback Machine.

## Monuments

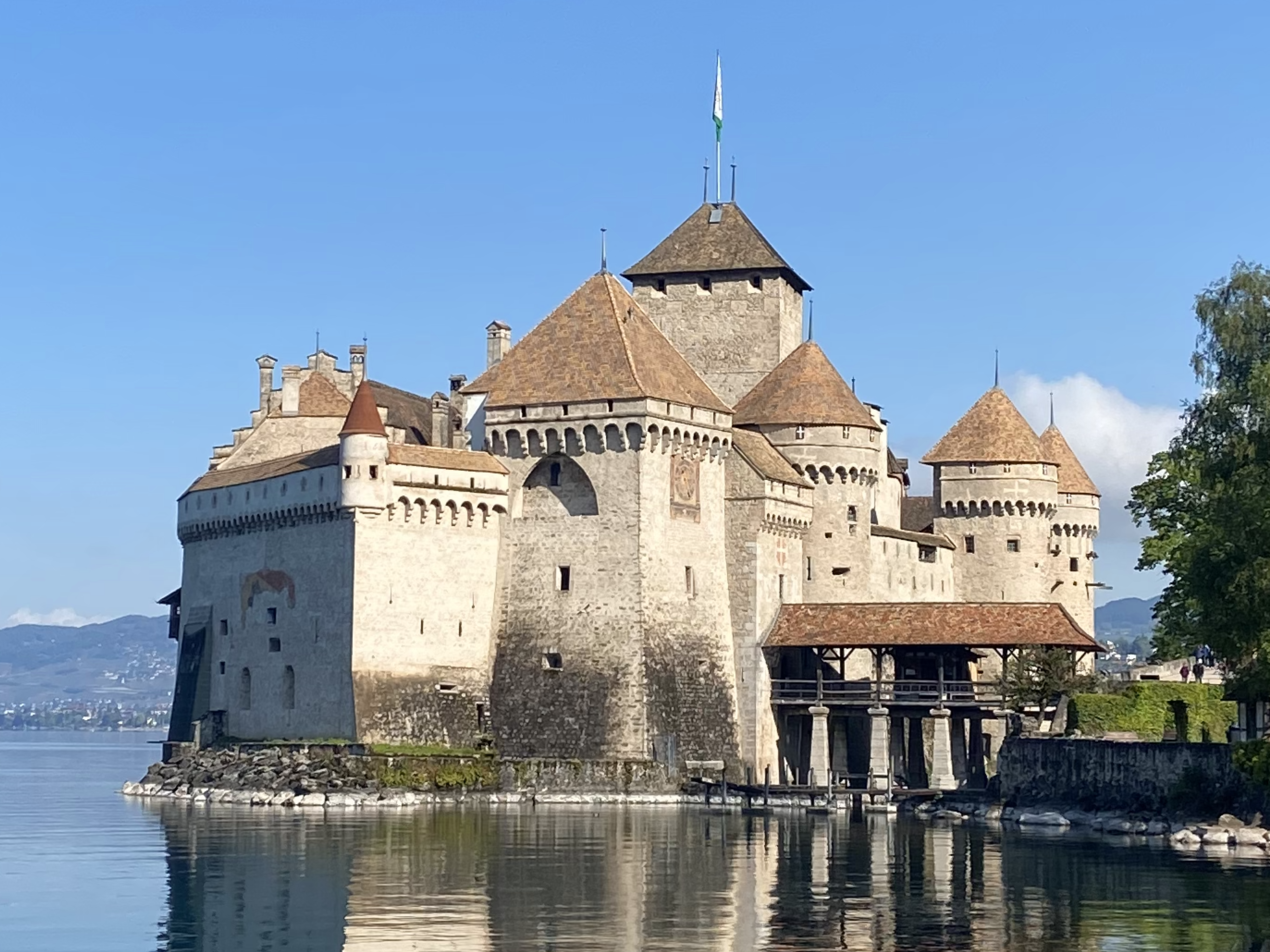
Castell de Chillon a la vora del Llac Léman.

- El Castell de Chillon (Es pot visitar)
- Castell de Crêtes à Clarens
- Castell de Châtelard (Es pot visitar sol·licitant reserva)

## Distincions
- Premi Wakker de 1990.

## Festivals
- Festival de Jazz de Montreux
- Festival Coral de Montreux Arxivat 2007-07-05 a Wayback Machine.
- Setembre musical Montreux-Vevey
- Festival del riure Arxivat 2007-06-27 a Wayback Machine.

## Turisme
- Visiteu l'Estatua a Freddie Mercury
- Visiteu Els quais

## Transport
- A via ferroviària Milà - Brig - Lausana.
- Línia Montreux - Oberland bernois (MOB).
- Línia Montreux-Territet-Glion-Rochers de Naye (MTGN).
- Funicular Territet - Glion (pendent de 57%).
- Embarcador per als grans vaixells que naveguen en el llac Lehman.
- Autoruta A9, Brig - Lausana, Sortida 15 (Montreux).

## Ciutats germanades
- Menton, França
- Wiesbaden, Alemanya
- Chiba, Prefectura de Chiba, Japó